# Гаїчка острівна
Гаїчка острівна (Sittiparus owstoni) — вид горобцеподібних птахів родини синицевих (Paridae).

## Назва
Вид названо на честь британського колекціонера Алана Овстона (1853—1915), який зібрав типові зразки.

## Поширення
Ендемік Японії. Поширений на трьох невеликих островах — Міяке, Мікура і Хатідзьо, що розташовані на півночі архіпелагу Ідзу. Мешкає в лісах, великих садах і міських парках.

## Спосіб життя
Харчується павуками, комахами та насінням. Пара тримається разом цілий рік і захищає свою територію. Розмножується з березня по серпень.